# Швець Наталія Іванівна
Наталія Іванівна Швець (нар. 16 липня 1950) — доктор медичних наук, професор, Заслужений лікар України, завідувач кафедри терапії Національної медичної академії післядипломної освіти ім. П. Л. Шупика.

## Життєпис
Народилась 16.07.1950 р. у м. Полтава. З 1957 по 1965 роки навчалась у середній школі, з 1965 по 1969 рр. — навчалась у Полтавському медичному училищі. З 1969 по 1975 рр. — Кримський державний медичний інститут, після закінчення якого з 1975 по 1977 рр. навчалась в клінічній ординатурі 4-го головного управління Міністерства охорони здоров'я Української РСР. З 1977 по 1980 рр.– навчалась в аспірантурі на кафедрі госпітальної терапії № 2 Кримського медичного інституту. З 1980 по 1989 рр. — асистент кафедри госпітальної терапії № 2, з 1989 по 1992 — доцент кафедри госпітальної терапії № 2 Кримського медичного інституту. З 1992 по 1995 рр. — докторант кафедри терапії № 2 Київського інституту удосконалення лікарів. З 1995 по 1996 рр. — професор кафедри терапії № 2, з 1996 по 1997 — виконувала обов'язки завідувача кафедри терапії № 2 Київського інституту удосконалення лікарів. З 1997 року і до теперішнього часу — завідувач кафедри терапії Національної медичної академії післядипломної освіти ім. П. Л. Шупика.

## Освіта
Закінчила Кримський державний медичний інститут у 1975 році з відзнакою, лікувальний факультет, спеціальність — лікувальна справа. Вчителі: професори Кубишкін В. Ф., Сюрін О. А., Селіванова К. Ф., Урбанюк К. О., Братчик А. М., Кузнецов М. С., Мала Л. Т., Шхвацабая І. К. Досягнення під час навчання: відмінник навчання, диплом з відзнакою, активна участь у студентському гуртку по терапії, виступи на студентських конференціях.[джерело?]

## Захист дисертаційних робіт
Дисертація на здобуття наукового ступеня кандидата медичних наук, 12.02.1981 р., «Состояние калликреин-кининовой системы у больных гипертонической болезнью, сочетающейся с ишемической болезнью сердца», 14.00.06 — кардіологія, науковий керівник — д.мед.н., професор Олексій Сюрін.
Дисертація на здобуття наукового ступеня доктора медичних наук, 26.04.1995 р., «Особливості перебігу деяких захворювань внутрішніх органів в умовах підвищеного надходження в організм важких металів та можливості медикаментозної корекції», 14.01.02 — внутрішні хвороби, науковий консультант — д.мед.н., професор Євген Андрущенко.

## Медична і наукова діяльність
Наукова діяльність — сфера наукових інтересів: терапія, кардіологія, гастроентерологія, ендокринологія.
Авторка 350 друкованих наукових праць, 8 патентів, 10 навчальних посібників.

## Патенти
1. Деклараційний патент на винахід № 2000063427. Спосіб лікування виразкової хвороби, асоційованої з Helicobacter pylori / Кляритська І. Л., Швець Н. І., опубл. 12.06.2000, бюл. № 6.
2. Деклараційний патент на винахід № 36918 А. Спосіб лікування виразкової хвороби, сполученої з Helicobacter pylori / Швець Н. І., Тищенко В. В., Передерій О. В., Кляритська І. Л., опубл. 18.04.2001, бюл. № 3.
3. Деклараційний патент на винахід № 38252 А. Спосіб лікування виразкової хвороби, асоційованої з Helicobacter pylori / Кляритська І. Л., Швець Н. І., опубл. 15.05.2001, бюл. № 5.
4. Деклараційний патент на винахід № 39418 А. Спосіб лікування виразкової хвороби, асоційованої з Helicobacter pylori / Кляритська І. Л., Швець Н. І., опубл. 15.06.2001, бюл. № 5.
5. Деклараційний патент України № 2001010686. Спосіб прогнозування перебігу есенціальної артеральної гіпертензії / Швець Н. І., Федорова О. О., Коваль М. М., опубл. 18.06.2001.
6. Патент України 41049, МПК (2009) А61В 5/00. Спосіб немедикаментозної терапії при лікуванні артеріальної гіпертензії у хворих з проявами метаболічного синдрому / Швець Н. І., Фогель О. О., опубл. 27.04.09, бюл. № 8.
7. Патент України 41054, МПК (2009) А61К 31/00 А61К 33/00. Спосіб корекції порушень ліпідного, вуглеводного та пуринового обмінів у хворих з метаболічним синдромом / Швець Н. І., Фогель О. О., Пастухова О. А., опубл. 27.04.09, бюл. № 8.
8. Патент № 94167 Україна, А61К 31/00 Спосіб удосконалення лікування тиреотоксичної кардіоміопатії / Н. І. Швець, І. Л. Цимбалюк (UA); заявник та патентовласник Національна медична академія післядипломної освіти імені П. Л. Шупика. — Заявка № u 2014v09272; заявл. 19.08.14; опубл. 10.04.15, бюл. № 7.

## Перелік ключових публікацій
1. Передерий В. Г., Ткач С. М., Швец Н. И. Язвенная болезнь или пептическая язва ? / Под ред. В. Г. Передерия // Монографія.- Київ, 1997.- 160 с.[2]
2. Швець Н. І., Підаєв А. В., Бенца Т. М., Миронець В. І., Федорова О. О., Маланчук Т. О. Еталони практичних навиків з терапії // Навчально-методичний посібник.- К.: Главмеддрук.- 2005.- 540 с.[2]
3. Швец Н. И., Пидаев А. В., Бенца Т. М., Федорова О. А., Миронец В. И. Неотложные состояния в клинике внутренней медицины // Учебное пособие. — Киев. — 2006. — 752 с.[2]
4. Швец Н. И., Скрыпник И. Н., Бенца Т. М. Фармакотерапия заболеваний пищеварительной системы в практике терапевта // Учебное пособие. — Киев. — 2007. — 648 с.[2]
5. Швец Н. И., Бенца Т. М., Федорова О. О. Фармакотерапия заболеваний сердечно-сосудистой системы в практике терапевта // Учебное пособие. — Киев. — 2008. — 1000 с.
6. Швец Н. И., Пидаев А. В., Бенца Т. М. Диагностика, лечение, иммунопрофилактика гриппа и других острых респираторных вирусных инфекций // Учебное пособие. — Киев. — 2009. — 224 с.
7. Збірник питань та тестових завдань для атестації лікарів із спеціальності «Терапія» в 2-х частинах (навчальний посібник для слухачів передатестаційних циклів вищої, першої, другої категорій та лікарів-інтернів). Частина 1 для слухачів передатестаційних циклів вищої та першої категорій / Під загальною редакцією кафедри терапії Національної медичної академії післядипломної освіти імені П. Л. Шупика // Швець Н. І., Маланчук Т. О., Миронець В. І., Бенца Т. М. та ін./ Київ: Вид-во ПП Вишемирський В. С. — 2009. — 320 с.
8. Збірник питань та тестових завдань для атестації лікарів із спеціальності «Терапія» в 2-х частинах (навчальний посібник для слухачів передатестаційних циклів вищої, першої, другої категорій та лікарів-інтернів). Частина 2 для слухачів передатестаційних циклів другої категорії та лікарів-інтернів / Під загальною редакцією кафедри терапії Національної медичної академії післядипломної освіти імені П. Л. Шупика // Швець Н. І., Маланчук Т. О., Миронець В. І., Бенца Т. М. та ін./ Київ: Вид-во ПП Вишемирський В. С. — 2009. — 302 с.
9. Швець Н. І., Бенца Т. М., Пастухова О. А., Фогель О. О. Сучасні стратегічні підходи до корекції сумарного кардіоваскулярного ризику у пацієнтів з есенціальною артеріальною гіпертензією та супутнім цукровим діабетом 2 типу // Методичний посібник. — Київ, 2010. — 96 с.
10. Діагностика і стандарти лікування захворювань органів дихання в практиці терапевта / Н. І. Швець, А. В. Підаєв, О. О. Федорова, О. А. Пастухова: навч. посіб. — Вінниця: ТОВ «Меркьюрі-Поділля», 2011. — 632 с.
11. Сучасні методи обстеження, техніка лікарських маніпуляцій та їх оцінка в клініці внутрішньої медицини / Н. І. Швець, Т. М. Бенца, О. А. Пастухова: навч. посіб. — Київ-Вінниця: ТОВ «Меркьюрі-Поділля», 2014. — 400 с.[2]
12. Швец Н. И., Кляритская И. Л., Крючкова О. Н., Ицкова Е. А., Лудан В. В., Куница В. Н. Эпидемиологическое исследование Helicobacter pylori (НР) инфекции в Крыму //International Journal of immunorehabilitation. — 2000.- Vol. 2, N. 2.- Р.43.
13. Швец Н. И., Федорова О. О. Мониторирование артериального давления в оценке эффективности выбора комбинированной гипотензивной терапии // Лікарська справа. — 2001. — № 3. — С. 25-27.
14. Швец Н. И., Кляритская И. Л., Лудан В. В., Полищук Т. Ф., Польская Л. В. Эффективность тройного режима на базе пантопразола в сочетании с нуклеинатом натрия при H. pylori ассоциированной язвенной болезни. // Intern. J. of Immunorehabilitation.- 2001.- Vol. 2, N.2- P. 43.
15. Швец Н. И., Федорова О. А., Коваль Н. Н. Мониторирование артериального давления в диагностике эссенциальной артериальной гипертензии // Український медичний часопис.- 2001.- № 5/25.- С. 39-44.
16. Швец Н. И., Бенца Т. М. Метаболический синдром: методы ранней диагностики и лечения. // Ліки України.- 2002.- № 9.- С. 11-14.
17. Швец Н. И., Бенца Т. М. Осложнения со стороны пищеварительного тракта, вызванные приемом нестероидных противовоспалительных препаратов. Часть 1. Эпидемиология, механизмы развития, оценка гастроинтестинального риска, значение Helicobacter pylori // Український медичний часопис.- 2002.- № 6 (32).- XI/XII.- С. 46-51.
18. Швец Н. И., Бенца Т. М., Белла О. Г. Синдром Бругада // Серце і судини.- 2003.- № 3.- С. 97-101.
19. Особенности церебральной гемодинамики у пациентов с тиреотоксикозом и артериальной гипертензией / И. Л. Цымбалюк, С. Г. Мазур, Н. И. Швец, О. А. Пастухова, Л. П. Янишевская // Кардиология в Беларуси. — 2015. — № 1 (38). — С. 82–87.
20. Tsymbaliuk, Iryna; Unukovych, Dmytro; Shvets, Nataliia; Dinets, Andrii (24 бер. 2015 р.). Cardiovascular Complications Secondary to Graves’ Disease: A Prospective Study from Ukraine. PLOS ONE (англ.). 10 (3): e0122388. doi:10.1371/journal.pone.0122388. ISSN 1932-6203. PMC 4372210. PMID 25803030. Архів оригіналу за 3 грудня 2024.